# جالینگو

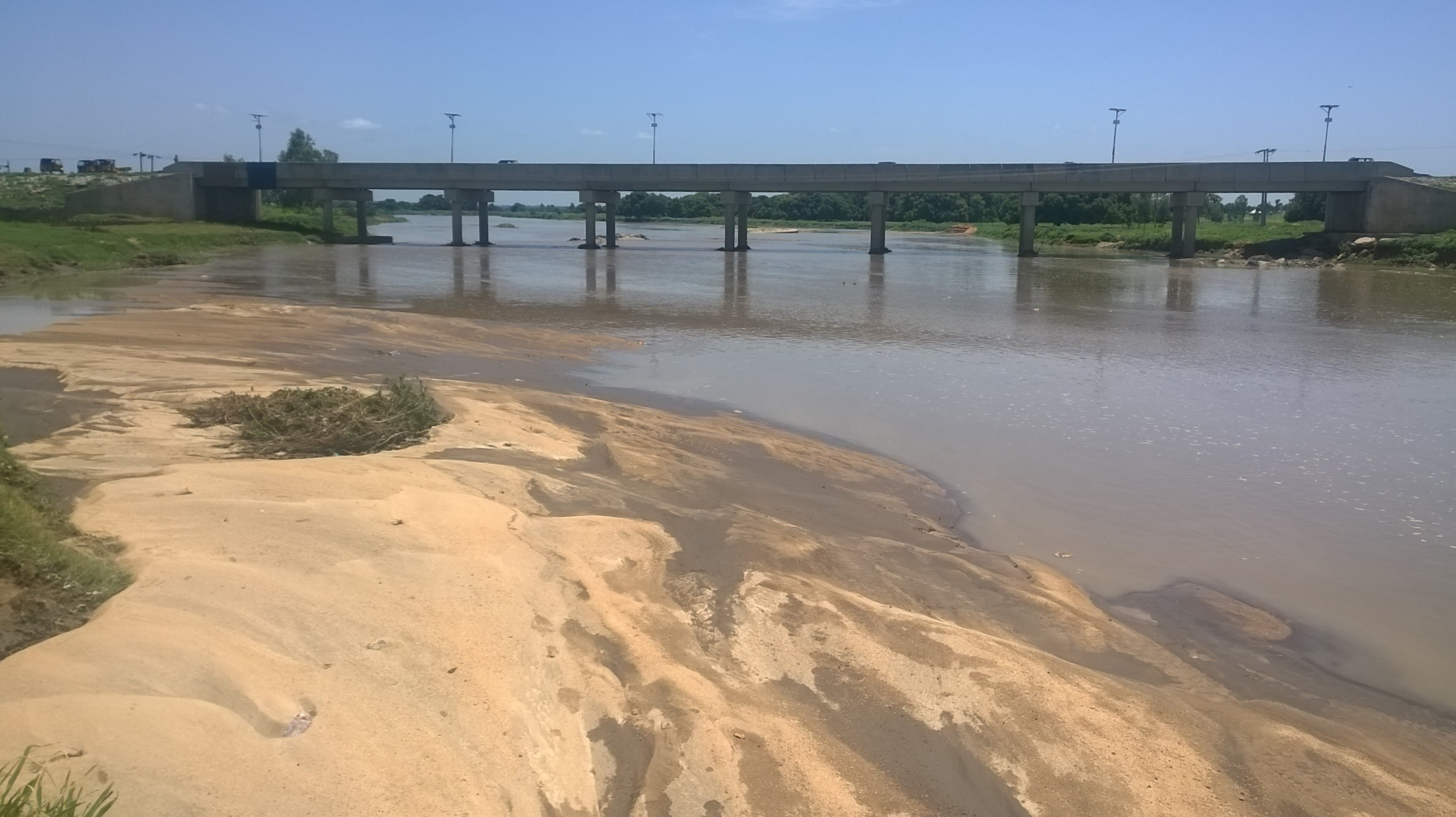
شهر در نیجریه

جالینگو (به لاتین: Jalingo) یک شهر در نیجریه است که در ایالت تارابا واقع شده‌است.